# Parachernes peruanus
Parachernes peruanus är en spindeldjursart som beskrevs av Beier 1955. Parachernes peruanus ingår i släktet Parachernes och familjen blindklokrypare. Inga underarter finns listade i Catalogue of Life.